# Lago La Plata
El Lago La Plata es un lago de origen glaciar existente en el extremo oeste de la provincia de Chubut, República Argentina.
El lago pertenece junto al lago Fontana al complejo de lago La Plata - lago Fontana, ambos con origen glaciar y separados por tan solo 1,5 km y en comunicación por el correntoso río Unión, ambos lagos se ubican al pie de los faldeos más orientales de la cordillera de los Andes y en la zona de la Patagonia andina.
Tales lagos ocupan todo el valle transversal a 45° S,  al internarse en la Cordillera de los Andes,  en sentido este a oeste;  a 44°55′S 71°05′O / -44.917, -71.083. El perímetro costero es de 97 km, y almacena 7372 hm³.
Como todos los lagos patagónicos, el La Plata es de aguas profundas,  muy frías, con un régimen níveopluvial.

## Características
El espejo de agua del La Plata es de aproximadamente 14.000 ha. Circunda la región el "bosque andino patagónico" de lenga (Nothofagus pumilio)  principalmente y luego ñire y coihue; del tipo sudantártico con formas dasonómicas "Templada Fría, Subhúmeda  Húmeda".  El hinterland o transpaís  pertenece a la "Cordillera Patagónica de los Andes",  y posee  vida glaciaria y volcánica.  Montañas de no más de 1600 m s. n. m. al oriente y  superando los 2200 m s. n. m. al occidente.
La restringida cuenca de los lagos Fontana y La Plata, de aproximadamente 30 km de longitud cada uno e interconectados de oeste a este por río y ceñida por el cordón más occidental de la cordillera de los Andes se mantienen bastante vírgenes destacándose los sitios casi inhabitados (en diciembre de 2015 son pequeños aunque exclusivos paradores turísticos privados) como Huentecó (en mapudungun: Entre aguas [notar que el idioma mapudungun es relativamente reciente ya que antes se hablaba un dialecto tsonk) y Bahía Arenal (a la cual solo se puede llegar mediante navegación lacustre).
En 2017 gracias a una prueba batimétrica se determinó que es su profundidad es de 185 metros. Está profundidad alienta a obras de conservación para abastecer de agua a la población de la zona sur de Chubut.

## Flora
Es de tipología altimétrica: más altitud, más achaparrada por los fortísimos vientos; el menos débil es el ñire (Nothofagus antarctica).

## Fauna
En los alrededores del lago, se encuentran el Huemul (clasificado como una especie en peligro de extinción desde 1976), zorro gris y zorro colorado, además de los introducidos en el siglo XIX: el ciervo colorado y el jabalí. Hacia el pedemonte y la estepa de la Patagonia oriental extraandina, se encuentran el puma, guanaco, choique, zorrino y la liebre europea. En cuanto a la avifauna, cauquén, cisne de cuello negro y flamenco.
En sus aguas se encuentran presentes truchas arcoíris (Oncorhynchus mykiss) y fontinalis (Salvelinus fontinalis), ambas originarias de Estados Unidos y Canadá, que fueron implantadas (como en varios lagos patagónicos). Este sitio es recomendado para la pesca deportiva de ambos.

## Formación de unparqueprotegido
Ecológicamente tiene alta biomasa, con baja biodiversidad por causas climáticas; resultado en estructuras del tipo formaciones de hayas caducifolias predominando Lenga y ñire.
En las comunidades botánicas andinas patagónicas, se encuentran las asociaciones lenga y Berberis pearcei, Drimys winteri, Gaultheria phillreaefolia.
Como todo parque virgen se encuentran porcentajes relativamente altos de fustes senescentes, susceptibles de fitopatologías, generando focos de bancos de bacterias y hongos patógenos, debilitando la salud del entorno. A prima facie, no habría impactos ambientales contra el clímax del parque, mientras no aparezcan intervenciones descontroladas.

## Proyecto delParqueProtegido Shoonem
La Municipalidad de Alto Río Senguer creó dentro de su ejido en el año 2013 mediante Ordenanza 416/13, y en un vasto territorio dominado por bosque andino patagónico y estepa, un Parque Protegido Municipal destinado a la conservación de la naturaleza: Parque Protegido Shoonem.
La iniciativa trata de constituir un atractivo turístico capaz de inducir un desarrollo de un poblado que centra sus actividades económicas en la ganadería tradicional, y la administración pública. La idea es que impulsando esta unidad, y desarrollando ciencia en la misma, se puedan desplegar servicios turísticos en el poblado y alentar a la educación ambiental de la población en general, con un perfil adecuado a las preferencias del mercado y en consonancia con la oferta regional de economías exitosas en la materia.
La Municipalidad de Alto Río Senguer es la cabecera del Departamento más extenso del Chubut con 22.335 km², lindero a la cordillera de los Andes, en el suroeste de la Provincia. Dicho territorio posee una población de Huemules –Hippocamelus bisulcus-, un ciervo patagónico en serio riesgo de extinción, que constituye un emblema para las naciones de Chile y Argentina, y de él toma su nombre autóctono tehuelche: Shoonem. Este ciervo, constituye la especie bandera del Parque, y sobre su rescate se centran las actividades científicas.
El Parque Municipal extiende su territorio y a Norte, Oeste y Sur, y linda con la República de Chile; dicho país también administra una Reserva para protección de animales autóctonos: R.N. Lago Las Torres. En conjunto forman un corredor biológico que potencia la conservación de la naturaleza, y el vínculo económico cultural mediado por la actividad turística. La iniciativa en general, logra también la preservación de las nacientes de la cuenca hídrica, de la que subsisten las ciudades costeras de la patagonia central, y se abastece la industria y las actividades agrícola-ganaderas.
Las experiencias municipales en dicho campo son escasas, y generalmente reservadas a los niveles nacional y provincial en la creación, gestión y administración de Áreas Naturales Protegidas. La decisión de construir una política de estado municipal en esta materia, constituye un desafío y se destaca como una herramienta de Ordenamiento Territorial poderosa para las actividades socioeconómicas de pequeña escala, y nos alienta a socializar nuestros aciertos y desaciertos para aquellas situaciones en la que pueda ser considerada.
http://bel.fundacionfindel.org/2018/12/18/parque-protegido-municipal-shoonem-alto-rio-senguer/

## Situación hídrica

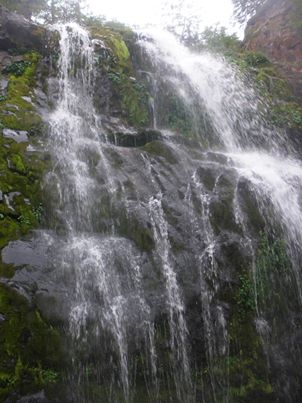
Cascada de la Virgen, lago La Plata.

Pertenece a la cuenca del río Senguerr, que anteriormente desaguaba en el océano Atlántico a través del río Chubut, pero que actualmente es una cuenca endorreica, y desagua en los lagos Colhué Huapi y Musters. Son un punto de interés estratégico, dado que junto que con el Lago Fontana dan agua al río Senguer; y este abastece a una amplia lista de habitantes del norte de Santa Cruz y el sur de Chubut.